# Yoshie Ueno
Pour les articles homonymes, voir Ueno (homonymie).
Yoshie Ueno (上野順恵, Ueno Yoshie, née le 1er juillet 1983 à Asahikawa) est une judokate japonaise en activité évoluant dans la catégorie des moins de 63 kg. Sœur cadette de Masae Ueno, double championne olympique en 2004 et 2008, elle compte à son palmarès un titre mondial individuel remporté en 2009. Souvent barrée par Ayumi Tanimoto en équipe nationale, elle ne compte qu'une sélection individuelle aux Championnats du monde.

## Biographie
Yoshie Ueno se révèle en 2001 en prenant la troisième des Championnats du Japon et la deuxième du prestigieux tournoi féminin de Fukuoka. Lors de cette dernière compétition, à 18 ans, elle n'échoue que face à sa compatriote Ayumi Tanimoto. L'année suivante, elle remporte avec son pays le championnat du monde par équipe en Suisse, quelques jours avant de devenir championne du monde juniors. Toujours en 2002, elle remporte son premier titre national. En 2004, elle rate la qualification pour les Jeux olympiques d'Athènes en perdant au stade des demi-finales des Championnats du Japon. Quatre ans plus tard, elle s'impose lors des championnats nationaux mais Tanimoto lui est préférée pour représenter le pays aux Jeux olympiques d'été de 2008. À cette occasion, Tanimoto conserve son titre olympique conquis en Grèce quatre ans plus tôt.
En décembre 2008 et mai 2009, elle enchaine quatre finales en Grand Chelem ou Grand Prix, dont deux succès à Paris et Hambourg. Quelques mois plus tard, elle participe pour la première fois aux Championnats du monde à Rotterdam. Se présentant en qualité de numéro 1 mondiale d'une catégorie abandonnée par plusieurs têtes d'affiche,, elle remporte aisément le titre mondial, en battant chacune de ses adversaires par ippon. En finale, elle s'impose sur la Néerlandaise Elisabeth Willeboordse.

## Palmarès

### Palmarès international
| Année | Compétition                      | Lieu        | Résultat | Catégorie      |
| ----- | -------------------------------- | ----------- | -------- | -------------- |
| 2000  | Championnats d'Asie juniors      | Hong Kong   | 1re      | Moins de 63 kg |
| 2002  | Championnats du monde par équipe | Bâle        | 1re      | Moins de 63 kg |
| 2002  | Championnats du monde juniors    | Jeju        | 1re      | Moins de 63 kg |
| 2003  | Championnats d'Asie              | Jeju        | 1re      | Moins de 63 kg |
| 2005  | Championnats d'Asie              | Tachkent    | 1re      | Moins de 63 kg |
| 2006  | Championnats du monde par équipe | Paris       | 3e       | Moins de 63 kg |
| 2007  | Championnats d'Asie              | Koweït City | 1re      | Moins de 63 kg |
| 2007  | Championnats du monde par équipe | Pékin       | 3e       | Moins de 63 kg |
| 2008  | Championnats du monde par équipe | Tokyo       | 1re      | Moins de 63 kg |
| 2009  | Championnats du monde            | Rotterdam   | 1re      | Moins de 63 kg |
| 2010  | Championnats du monde            | Tokyo       | 1re      | Moins de 63 kg |
| 2011  | Championnats du monde            | Paris       | 2e       | Moins de 63 kg |

### Divers
Principaux tournois
- 5 podiums au Tournoi de Paris (2e en 2003, 1re en 2005, 2e en 2006, 2e en 2008, 1re en 2009).
- 3 podiums au Tournoi de Hambourg (1re en 2004, 1re en 2008, 1re en 2009).
- 4 podiums au Tournoi de Fukuoka (2e en 2001, 2e en 2002, 1re en 2003, 3e en 2005).